# Iouri Bondarev
Pour les articles homonymes, voir Bondarev.
Iouri Vassilievitch Bondarev (en russe : Ю́рий Васи́льевич Бо́ндарев), né le 15 mars 1924 à Orsk (URSS) et mort le 29 mars 2020 à Moscou (Russie), est un écrivain soviétique et russe de langue russe. 
Membre de l'Union des écrivains soviétiques, il est l'auteur entre autres du roman La Neige en feu (1970), adapté au cinéma par Gabriel Egiazarov en 1972.

## Biographie
Iouri Bondarev est le fils de Vassili Bondarev (1896-1988), un enquêteur de la milice, et de son épouse, Klavdia Bondareva (1900-1978).
Il est mobilisé dans l'Armée rouge lors de la Seconde Guerre mondiale, il recevra plusieurs décorations. Il participe notamment à la bataille de Stalingrad. Vers la fin de la guerre, il suit une formation à l'école d'artillerie d'Orenbourg, dont il sort diplômé en décembre 1945.
Après la guerre, il fait des études à l'Institut de littérature Maxime-Gorki (1945-1951).
Il fait ses débuts dans la presse en 1949. Son premier recueil d'histoires, Sur le grand fleuve, est publié en 1953.
Il est député du 11e Soviet des nationalités de l'URSS (1984-1989) de l'oblast autonome des Karatchaïs-Tcherkesses.
Lors de la XIXe conférence du PCUS, le 29 juin 1988, Iouri Bondarev a fermement condamné le dénigrement du passé soviétique par la presse et à la télévision.
Membre du comité central du Parti communiste de la RSFSR en 1990-1991, il signe en 1991 la lettre ouverte de douze hommes politiques et hommes de lettres publiée dans le quotidien Sovietskaïa Rossia mettant en garde contre la perestroïka de Mikhaïl Gorbatchev.
En 1994, il a publiquement refusé de recevoir des mains de Boris Eltsine l'ordre de l'Amitié des peuples à l'occasion de son 70e anniversaire.
Il a été président du conseil d'administration de l'Union des écrivains de Russie entre 1991 et 1994. Il jouissait d'une datcha à Sovietski Pissatel.

## Adaptations
cinéma;
- 1963 : Le Silence (Тишина) de Vladimir Bassov

## Décorations
- prix Lénine (1972)
- prix d'État de l'URSS (1977, 1983)
- héros du travail socialiste (1984)
- ordre de Lénine (1984)
- ordre de la révolution d'Octobre (1981)
- ordre de la Guerre patriotique de 1er classe (1985)
- ordre du Drapeau rouge du Travail (1974)
- ordre de l'Amitié des peuples (1994)
- ordre de l'Insigne d'Honneur (1967)
- médaille du Courage (1943, 1944)
- médaille pour la Défense de Stalingrad
- médaille pour la victoire sur l'Allemagne

## Œuvres
- Le Calme, collection Littératures soviétiques, Gallimard, 1963 ((ru) Тишина, 1962)
- La Panique, collection Littératures soviétiques, Gallimard, 1966 ((ru) Двое, 1964)
- La Neige en feu, Éditions du Progrès, 1973 ((ru) Горячий снег, 1970)
- D'une rive l'autre, collection Littératures soviétiques, Gallimard, 1980 ((ru) Берег, 1975)